# Dmitry Kozak
Dmitry Nikolayevich Kozak (Kirovohrad, 7 de novembro de 1958) é um político russo que serviu como vice-primeiro-ministro da Rússia de 2008 a 2020. Atualmente, serve como vice Chefe de Gabinete do Kremlin.